# Ємва
Є́мва (комі і рос. Емва) — місто (статус з 1985 року) в Республіці Комі (РФ), адміністративний центр Княжпогостського району.

## Загальні дані
Місто розташоване на річці Вимі, на честь якої (її комі назва — Ємва) назване, на відстані 130 від столиці Республіки міста Сиктивкара.
Місто складається з «центру» і передмість — мікрорайони Ачім, Новий, Сєвєрний, 20-й і 21-й. 3-й мікрорайон, що знаходиться найближче до центральної частини, оскільки в ньому переважають 5-поверхівки, відноситься місцевими мешканцями власне до міста. 
Населення міста — 10,6 тис. осіб (2024).

## Населення
Зміни у демографії Ємви ілюструє таблиця:
| 1959   | 1970   | 1979   | 1989   | 1992   | 2002   | 2008   |
| ------ | ------ | ------ | ------ | ------ | ------ | ------ |
| 13 700 | 13 500 | 15 300 | 18 782 | 18 700 | 16 739 | 14 825 |

## Економіка і транспорт
У місті працюють заводи: древесно-волокнистих плит, механічний. В районі здійснюється лісозаготівля.
Залізнична станція Ємви — Княжпогост.